# 加藤辨三郎
加藤 辨（弁）三郎（かとう べんざぶろう、1899年（明治32年）8月10日 - 1983年（昭和58年）8月15日）は、日本の実業家。協和醱酵工業（現：協和キリン）会長。従三位勲一等。工学博士。

## 経歴
島根県簸川郡荒茅村（現：出雲市荒茅町）に加藤伊三郎の長男として生まれた。生家は代々清酒醸造業を営んでいたが祖父の代に没落。父は村役場の書記をしていた。1923年京都帝国大学工学部卒業。四方合名会社（現：宝ホールディングス）に入社。1949年協和醱酵工業株式会社が発足。代表取締役社長に就任。1968年同社取締役会長に就任。
1952年在家仏教協会を設立。1961年東レ科学技術賞受賞。